# Uvaria scabra
Uvaria scabra är en kirimojaväxtart som beskrevs av Friedrich Anton Wilhelm Miquel. Uvaria scabra ingår i släktet Uvaria och familjen kirimojaväxter. Inga underarter finns listade i Catalogue of Life.